# Nico Lumma

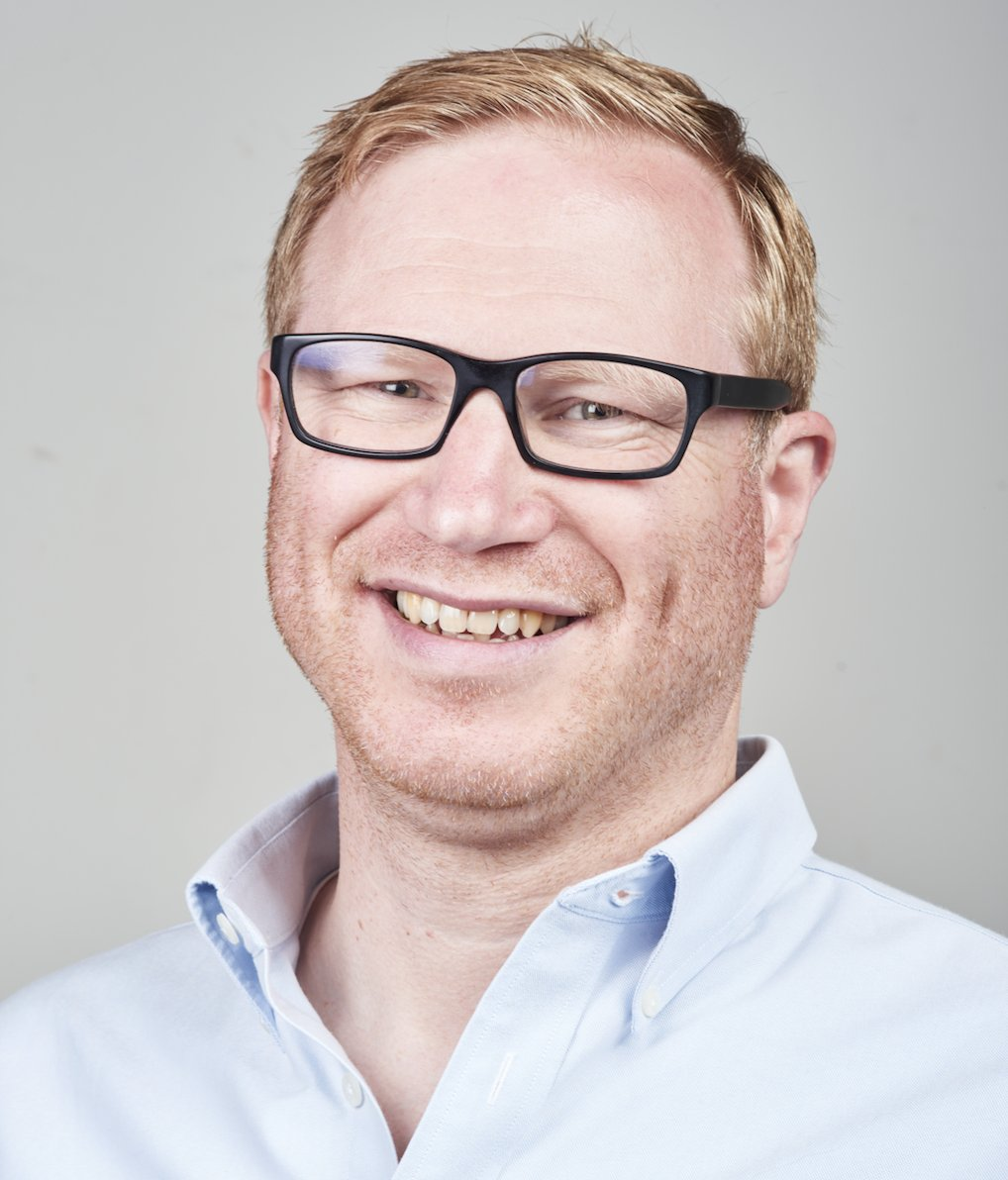
Nico Lumma (2016)

Nico Lumma (* 19. Juni 1972 in Ratzeburg) ist ein deutscher Unternehmer und Mitbegründer des netzpolitischen Vereins D64 – Zentrum für Digitalen Fortschritt.

## Leben, Ausbildung und Arbeit
Nico Lumma ist der Sohn des ehemaligen Landtagsabgeordneten Udo Lumma. Er ist verheiratet und hat vier Kinder.
Während seiner Schulzeit war Lumma 1989 und 1990 in den USA. Er studierte von 1993 bis 1995 Politikwissenschaften und Geschichtswissenschaft an der Georg-August-Universität Göttingen. Von 1996 bis 1999 studierte er an der University of California, Berkeley. Danach schloss er sein Studium der Politikwissenschaft im Jahr 2000 in an der Universität Göttingen ab. Lumma war als Gastdozent an akademischen Einrichtungen wie der Universität für angewandte Kunst Wien tätig.
2009 wurde Nico Lumma von Scholz & Friends als Direktor des Bereichs Social-Media-Strategien engagiert. 2012 wechselte er zum Unternehmen Digital Pioneers. Seit 2015 ist Lumma Managing Partner des Next Media Accelerator, einem Fonds von zehn Medienunternehmern und Accelerator, der früh in Start-Ups aus dem Medienbereich investiert und diese berät. Der Accelerator möchte sich ab 2022 auf die Finanzbranche ausweiten, da Lumma seine Firma breiter aufstellen möchte und die Medien nicht mehr als Zukunftsbranche erachtet. Für das Vorhaben erhält Nico Lumma neun Millionen Euro von der Stadt Hamburg. Die Vergabe wurde kritisiert, weil sie von Finanzsenator Andreas Dressel ohne Ausschreibung erfolgte.

## Publizistische und politische Aktivitäten
Durch seinen inzwischen eingestellten Blog Lummaland wurde er überregional bekannt und in der Folge 2007 von Fred Turnheim als einer „der bekanntesten deutschen Moblogger“ bezeichnet. Für Bild.de schrieb Nico Lumma im Jahr 2016 regelmäßig Kolumnen. 2019 war er Gast im Podcast „Tech & Tonic“ von Lena M. Storck und Henning Tillmann.
Darüber hinaus ist er in deutschen Medien zu Themen der Netzpolitik präsent. Das Hamburger Abendblatt bezeichnet Lumma als einen „der umtriebigsten deutschen Internet-Experten.“ Laut Wirtschaftswoche 19/2012 gehört er zu den 100 wichtigsten Internet-Köpfen in Deutschland.
Nico Lumma gehört der Medien- und Netzpolitischen Kommission des SPD-Parteivorstandes an. 2011 gründete er D64 – Zentrum für Digitalen Fortschritt. Die Idee zu D64 entwickelte Lumma zusammen mit dem SPD-Bundestagsabgeordneten Lars Klingbeil auf einer gemeinsamen USA-Reise. Im Mission Statement von D64 heißt es:
„Die Digitalisierung schreitet voran und verändert unsere Gesellschaft fundamental. Die Veränderungen wirken auf alle Lebensbereiche. Diese Dynamik erfordert auch politische Veränderungen – hinsichtlich inhaltlicher Positionierung, politischer Strukturen und der Nachvollziehbarkeit politischer Prozesse. D64 hat sich zum Ziel gesetzt, diese Entwicklung aktiv, konstruktiv und kreativ mitzugestalten. D64 versteht sich als progressiver Think Tank, der über das reine Nachdenken hinaus auch politische Veränderungen erreichen will. Als Kompass für die inhaltliche Ausrichtung fungieren dabei die Grundwerte Freiheit, Gerechtigkeit und Solidarität, die es vor dem Hintergrund der Digitalisierung zu aktualisieren gilt.“
2015 setzte sich Lumma mit D64 gegen die Wiedereinführung der Vorratsdatenspeicherung ein und überzeugte über 100 Gliederungen der SPD, Anträge auf dem Parteikonvent gegen die VDS einzubringen. 2017 argumentierte Lumma, die SPD müsse angesichts verlorener Wahlen „auch Zielgruppen jenseits der klassischen Arbeiter- und Angestelltenmilieus ansprechen“ und forderte eine Jugendquote in den Führungsgremien. 2019 forderte er, dass sich die SPD personell erneuern müsse.
Seit 2017 ist Lumma Mitglied der Atlantik-Brücke e.V.

## Schriften
- mit Stefan Rippler, Branko Woischwill: Berufsziel Social Media. Springer Gabler, Wiesbaden 2013, ISBN 978-3-658-01245-8. Neuauflage 2015, ISBN 978-3-658-06672-7.